# Retrophyllum
Retrophillum — род хвойных растений семейства подокарповые. Название рода происходит от латинских слов «retro» — «назад, обратно» и «phyllos» — «лист».

## Распространение
Род распространён в следующих регионах: Малезия, Новая Каледония, Бразилия, Венесуэла и Колумбия.

## Морфология
Это вечнозелёные растения, размером от карликовых до больших деревьев. Смоляные каналы есть в листья и семенных шишках. Единственное семена покрыты костянкоподобным, от эллиптической к яйцевидно-грушевидной покрытию, окрашенным в тёмно-красный, пурпурный или пурпурно-коричневый цвета.

## Отложения
Растения этого рода были обнаружены в ископаемом состоянии в начале миоцена (около 20 млн лет назад) на юге Новой Зеландии. Окаменелости показывают, что Retophyllum присутствовал во флоре кайнозоя в Австралии и Новой Зеландии.

## Классификация
Род содержит 5 видов:
- Retrophyllum comptonii (J.Buchholz) C.N.Page
- Retrophyllum minus (Carrière) C.N.Page
- Retrophyllum piresii (Silba) C.N.Page
- Retrophyllum rospigliosii (Pilg.) C.N.Page
- Retrophyllum vitiense (Seem.) C.N.Page